# Norman Bröckl
Norman Bröckl (Berlín, 22 de agosto de 1986) es un deportista alemán que compitió en piragüismo en la modalidad de aguas tranquilas.
Participó en los Juegos Olímpicos de Pekín 2008, obteniendo una medalla de bronce en la prueba de K4 1000 m. Ganó cinco medallas en el Campeonato Mundial de Piragüismo entre los años 2005 y 2011, y seis medallas en el Campeonato Europeo de Piragüismo entre los años 2005 y 2011.

## Palmarés internacional
| Juegos Olímpicos   | Juegos Olímpicos         | Juegos Olímpicos  | Juegos Olímpicos |
| Año                | Lugar                    | Medalla           | Competición      |
| ------------------ | ------------------------ | ----------------- | ---------------- |
| 2008               | Pekín (China)            | Medalla de bronce | K4 1000 m        |
| Campeonato Mundial |                          |                   |                  |
| Año                | Lugar                    | Medalla           | Competición      |
| 2005               | Zagreb (Croacia)         | Medalla de oro    | K4 1000 m        |
| 2005               | Zagreb (Croacia)         | Medalla de plata  | K4 200 m         |
| 2007               | Duisburgo (Alemania)     | Medalla de oro    | K4 1000 m        |
| 2009               | Dartmouth (Canadá)       | Medalla de plata  | K1 4 × 200 m     |
| 2011               | Szeged (Hungría)         | Medalla de oro    | K4 1000 m        |
| Campeonato Europeo |                          |                   |                  |
| Año                | Lugar                    | Medalla           | Competición      |
| 2005               | Poznań (Polonia)         | Medalla de bronce | K4 200 m         |
| 2006               | Račice (República Checa) | Medalla de bronce | K4 1000 m        |
| 2008               | Milán (Italia)           | Medalla de plata  | K4 1000 m        |
| 2009               | Brandeburgo (Alemania)   | Medalla de plata  | K1 4 × 200 m     |
| 2010               | Corvera (España)         | Medalla de oro    | K4 1000 m        |
| 2011               | Belgrado (Serbia)        | Medalla de plata  | K4 1000 m        |